# كيفن كوراني

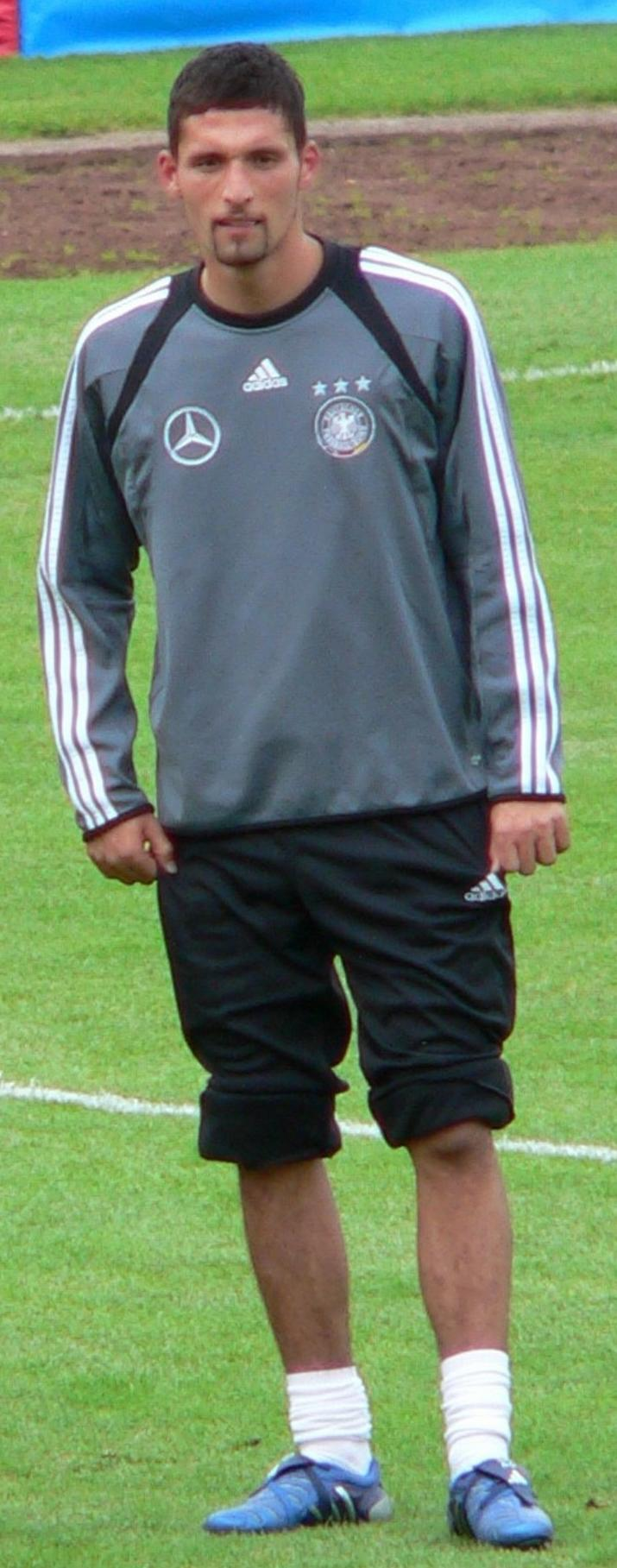
كيفن كوراني مع منتخب ألمانيا

كيفن دينيس كوراني، لاعب كرة قدم ألماني من مواليد 2 مارس 1982 في ريو دي جانيرو في البرازيل من أب ألماني وأم بنمية.
بدأ باللعب مع منتخب ألمانيا لكرة القدم في عام 2003 لكن تم استبعاده من المنتخب منذ 11 أكتوبر 2008 بعد أن تم استبعاده من القائمة الأساسية للعب أمام منتخب روسيا واضطر لمشاهدة المباراة من مقاعد البدلاء لكنه غادر الملعب في النصف الثاني من المباراة ولم يعود للفندق الذي يبيت فيه الفريق ومن حينها قرر يواخيم لوف المدير الفني للمنتخب الألماني استبعاده للأبد.

## مسيرته الكروية
لعب كيفن كوراني خلال مسيرته الاحترافية مع 5 أندية في سبعة عشر موسمًا وسجل خلالها 169 هدف ضمن 430 مباراة. ولم يفز بأي موسم بالكأس أو بالدوري.
خاض كيفن كوراني مسيرته مع في إف بي شتوتغارت الثاني في موسم 2000–01 ولمدة موسمين، مشاركًا في 33 مباراة سجل خلالها 10 أهداف. ثم انتقل إلى نادي شتوتغارت في موسم 2001–02 ليلعب معه أربعة مواسم، حيث شارك في 99 مباراة سجل خلالها 40 هدف. لينتقل بعدها إلى نادي شالكه 04 في موسم 2005–06 ليلعب معه خمسة مواسم، مشاركًا في 161 مباراة سجل خلالها 69 هدفًا. ثم انتقل إلى نادي دينامو موسكو في موسم 2010 ليلعب معه خمسة مواسم، مشاركًا في 123 مباراة سجل خلالها 50 هدف. هذا وانتقل لاحقًا إلى نادي هوفنهايم في موسم 2015–16 لمدة موسم واحد، مشاركًا في 14 مباراة ولم يسجل أي هدف.

## روابط خارجية
- كيفن كوراني على موقع الاتحاد الدولي (مؤرشف)  (الإنجليزية)
- كيفن كوراني على موقع الاتحاد الأوربي (الإنجليزية)
- كيفن كوراني على موقع إي إس بي إن إف سي (الإنجليزية)
- كيفن كوراني على موقع قاعدة بيانات كرة القدم.إي يو (الإنجليزية)
- كيفن كوراني على موقع بيانات كرة القدم. دي إي (الألمانية)
- كيفن كوراني على موقع ناشيونال فوتبول تيمز (الإنجليزية)
- كيفن كوراني على موقع Soccerway.com (الإنجليزية)
- كيفن كوراني على موقع عالم كرة القدم.نت (الإنجليزية)
- كيفن كوراني على موقع كووورة
- كيفن كوراني على موقع AS.com (الإسبانية)